# 小主人报社
小主人报社位于中華人民共和國上海市长宁区愚园路1132弄、1136弄57号，社长为朱涛。
旗下有办《小主人报》创刊于1983年7月15日，为15岁以下儿童亲自着手的报纸。1986和1987年江泽民为《小主人报》两次题词。1997年获《大世界吉尼斯之最》。2001年改为中国少先队刊物《中国少年儿童（小主人版）》。2005年新闻总署恢复《中国少年儿童（小主人版）》为《小主人报》。企业家任宇翔、记者杨扬、演员陆毅曾任《小主人报》记者。相关动画有《小主人之正义联盟》。另旗下有上海市长宁区小主人业余新闻学校位于长宁区安西路427号。